# Lac Mackay
Pour les articles homonymes, voir Mackay.
Le lac Mackay est le quatrième plus grand lac d'Australie. Situé sur la frontière entre l'Australie-Occidentale et le Territoire du Nord, il est un lac salé et a une superficie de 3 494 km2,.
Il est situé au cœur du Grand Désert de Sable, au nord-est du désert de Gibson et au sud-ouest du désert de Tanami.

## Étymologie
Le lac est nommé d'après l'explorateur australien Donald George Mackay (en), qui l'a vue dans un arpentage en 1930. Les aborigènes de la région appellent le lac Wilkinkarra.

## Description

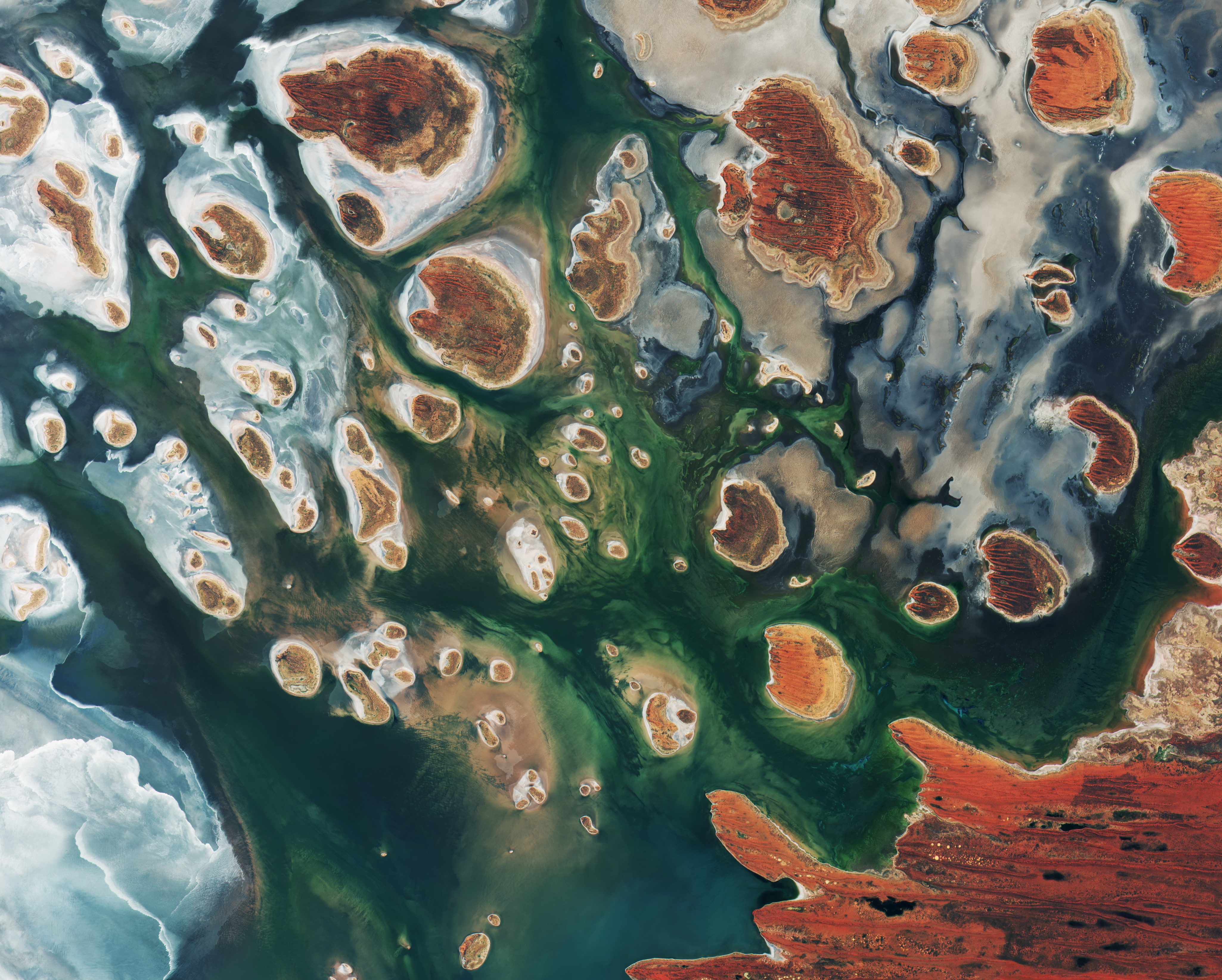
Le lac Mackay vu par le satellite Copernicus Sentinel-2B satellite en mars 2017. Les surfaces marron montrent des collines de la partie est du lac.

Le lac Mackay mesure environ 100 km de long et jusqu'à environ 50 km de large. Sa profondeur est inconnue, mais varie vraisemblablement d'une cinquantaine de centimètres à quelques mètres, en fonction de la période où elle est mesurée. Cette fluctuation provoque l'apparition occasionnelle d’ilots, pour la plupart dans la partie nord-est du lac, ainsi que des stries de sable orientées de l'est vers l'ouest, à son extrémité nord.
Certaines régions plus sombres indiquent la présence d'algues ou de végétation désertique immergée, tandis que la remontée des sels et autres minéraux à la surface du sol par capillarité dans cette région très aride provoque l'apparition des zones blanches réfléchissantes.

## Biodiversité

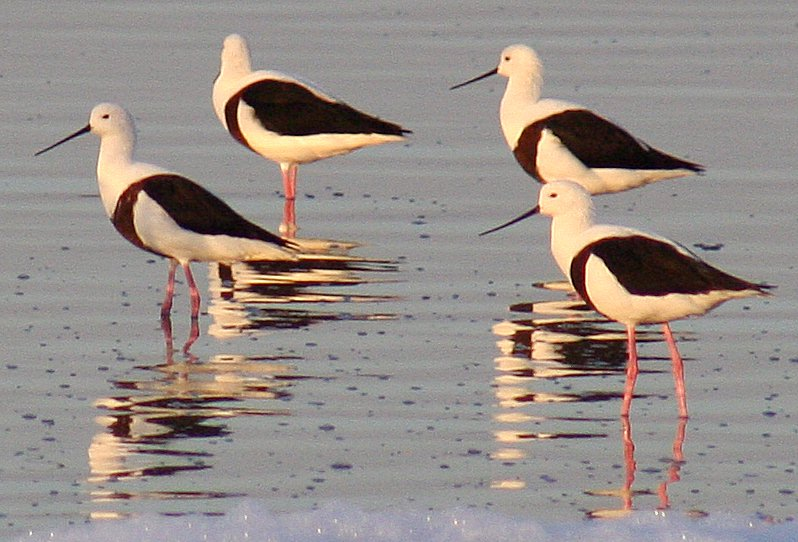
Échasses à tête blanche.

Bien qu'il s'agisse d'un lac éphémère, il peut rester rempli pendant plusieurs mois. Il devient alors un habitat et un lieu de reproduction pour plusieurs espèces d'oiseaux de rivage, comme l'échasse à tête blanche.

## Autres lacs
Le lac Mackay a également donné son nom à Mackay Lacus, un lac de Titan. Constitué d'hydrocarbures liquides, il mesure 180 km de long.